# Les Huit Jardins du paradis

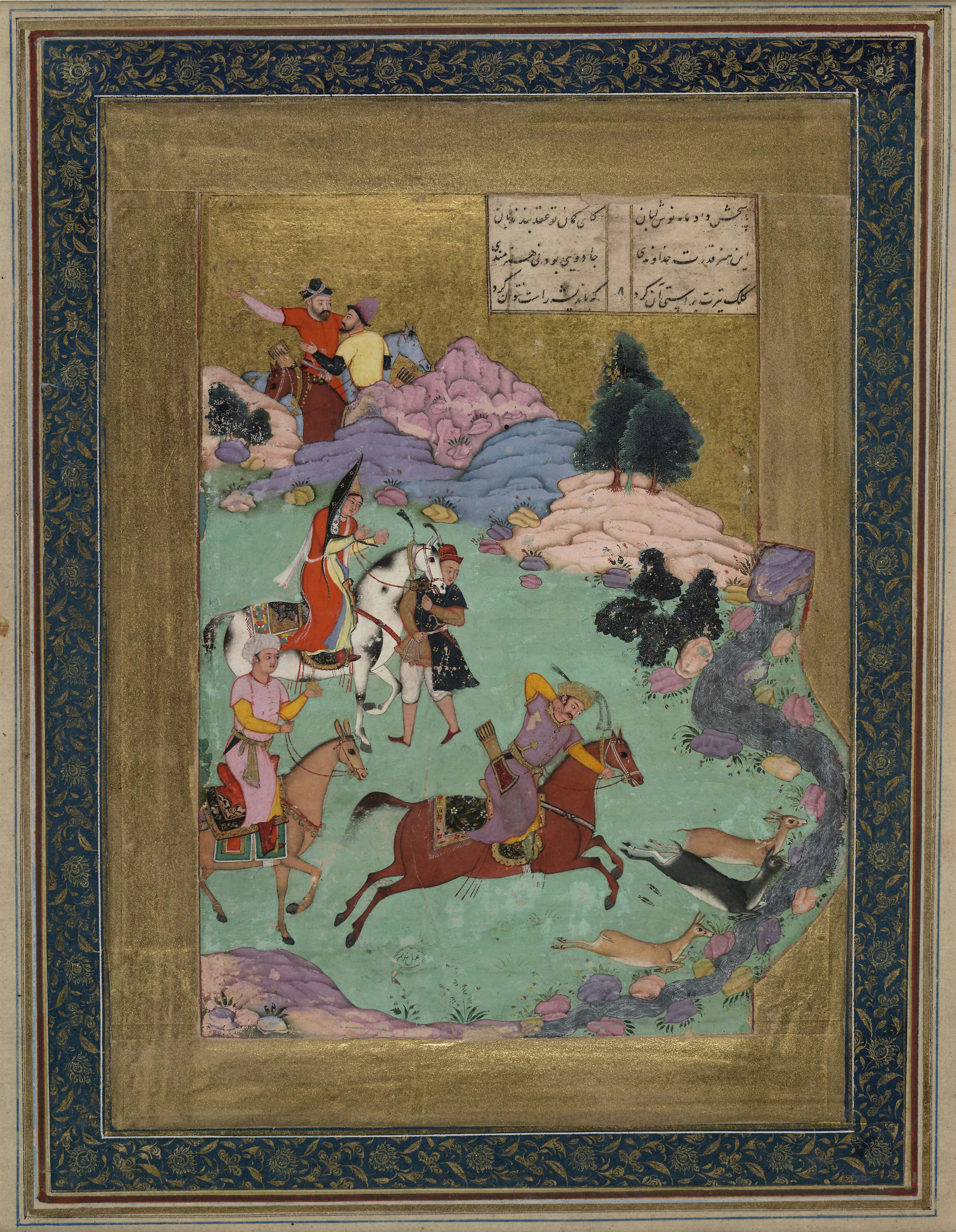
Vahram Gour à la chasse (British Museum)

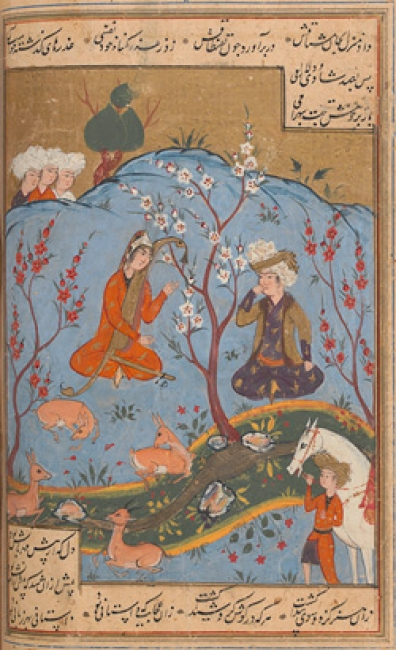
Vahram Gour écoute Dilaram charmer les animaux (Bibliothèque d'État du Victoria)

Les Huit Jardins du paradis (en persan: هشت بهشت  (hasht behecht)) est un poème épique du genre dastan fort célèbre d'Amir Khusrau (1253-1325). Composé vers 1302, il fait partie de son Khamsé. Le poème est basé sur Les Sept Beautés de Nizami, écrit vers 1197, lui-même inspiré de récits épiques du Livre des rois de Firdoussi datant de 1010 environ. De même que le Haft Paykar de Nizami, Les Huit Jardins du paradis traite d'une légende mettant en scène Vahram V Gour, le tout étant traité dans le style des Mille et Une Nuits, avec des récits populaires racontés par sept princesses. Khousrow apparaît comme le premier écrivain à avoir ajouté le récit des Trois Princes de Serendip, ainsi que l'histoire du vol du chameau.
Les huit paradis, qui se conforment à l'idée islamique du paradis avec huit portes et huit jardins, sont chacun ornés d'une pierre précieuse ou d'une matière spécifique. Sept des huit paradis sont des pavillons construits pour permettre à Vahram d'écouter les histoires qui lui sont contées. Cette conception est reliée aussi à l'architecture persane avec par exemple différents Hacht-Behecht, qui sont des jardins comportant un plan de huit sections figurant les différents espaces du paradis.
C'est aussi le nom du palais Hacht-Behecht à Ispahan en Iran.

## Le récit
Le récit débute avec l'histoire de Vahram et de Dilaram.
Plus tard, Vahram dispose à l'intérieur du parc de son palais de sept pavillons à dôme construits de différentes couleurs. Une princesse l'attend à l'intérieur de chacun de ces pavillons et Vahram Gour en visite un chaque jour de la semaine et écoute chaque princesse lui raconter une histoire:
- Samedi – le Pavillon Noir – la princesse indienne (le récit des Trois princes de Serendip) : vêtu de noir, Vahram se rend au Pavillon Noir où se trouve la princesse indienne ; il est aiguillonné par l'amour et légèrement grisé par le vin qui lui a été versé et écoute le récit de la princesse avant de s'endormir. Les trois fils d'un puissant roi sont envoyés par leur père dans un lointain voyage. Ils rencontrent en chemin un Arabe qui a perdu son chameau. Les princes, qui ont remarqué les traces de l'animal, le décrivent à son propriétaire ; mais sans qu'ils aient le temps de comprendre quoi que ce soit, l'Arabe les prend pour les voleurs de son chameau et les traîne en justice. Par ordre du roi de la ville, ils sont jetés en prison ; cependant le chameau est entretemps retrouvé et les princes sont libérés. Le sultan, étonné de la sagesse de ces princes étrangers, les invite à sa table, puis les laisse seuls. Ils conversent alors entre eux et racontent que le vin qu'ils boivent est fait de sang humain, que l'agneau qu'ils mangent a été nourri par un chien et que le sultan n'est que le fils d'un simple cuisinier. Le sultan qui avait écouté leur conversation est pris de colère et fait interroger le vigneron et le berger. Le premier confirme que sa vigne pousse sur un ancien cimetière et le second qu'un loup a attaqué la brebis, si bien que son agnelet a dû être nourri par une chienne ordinaire. Ensuite le sultan parvient à trouver sa mère qui lui avoue qu'elle a bien été enceinte du cuisinier du palais. Ébranlé, le sultan offre des présents aux trois frères, si pleins de sagesse, et les rend à leur père.
- Dimanche – le Pavillon Jaune – la princesse du Nimroz : Vahram se rend chez la princesse du Sistan avec de beaux vêtements de couleur safran ; elle lui raconte l'histoire de l'orfèvre Hassan, originaire du Khorassan (il s'agit donc d'un sujet de la partie orientale de l'Empire ; l'histoire rappelle un des chapitres du « Conte du perroquet », fameux récit persan). L'orfèvre a reçu la commande du roi de ciseler un grand éléphant en or. Hassan mène sa tâche à bien, mais garde pour lui une partie de l'or, l'intérieur de l'éléphant étant fait simplement de fer. L'un des voisins envieux d'Hassan persuade sa femme d'aller demander à la femme d'Hassan combien pèse cet énorme éléphant d'or. La femme bavarde révèle à la femme du voisin envieux que l'éléphant doit être chargé sur un bateau et qu'il ne sera pas difficile de noter la différence de profondeur d'immersion que la charge aura fait subir au navire et que l'on pourra la mesurer ensuite avec des balances pleines de gravats. Entretemps le sultan apprend qu'il a été trompé par Hassan et le fait emprisonner dans une tour. Sa femme parvient à faire sortir Hassan de sa prison grâce à une corde que l'orfèvre malin noue à un crochet, tandis que sa femme est accrochée à l'autre extrémité. Elle monte ainsi dans la tour et Hassan descend. Finalement la femme bavarde se trouve enfermée dans la tour car la corde est lâchée pour la punir de ses bavardages. Amusé par la rouerie de l'orfèvre, le sultan lui pardonne et le prend à son service.
- Lundi – le Pavillon Vert – la princesse slave
- Mardi – le Pavillon Rouge – la princesse tatare
- Mercredi - le Pavillon Violet – la princesse de Byzance (Rome)
- Jeudi – le Pavillon Brun – la princesse arabe
- Vendredi – le Pavillon Blanc – la princesse du Khwarezm

## Manuscrits
Le Hacht Behecht, et l'ensemble du Khamsé, ont toujours été extrêmement populaires, même des siècles après la mort du poète, aussi bien aux Indes que dans l'Empire ottoman et l'espace persophone, et il donne lieu à de nombreux manuscrits illustrés et à quantité de miniatures.

### Le manuscrit du Walters Art Museum (W.623)
Ce manuscrit enluminé est une partie d'un Khamsé datant de 1609 sous le règne des Safavides. tous les textes sont écrits en noir en nastalik avec des têtes de chapitres en rouge

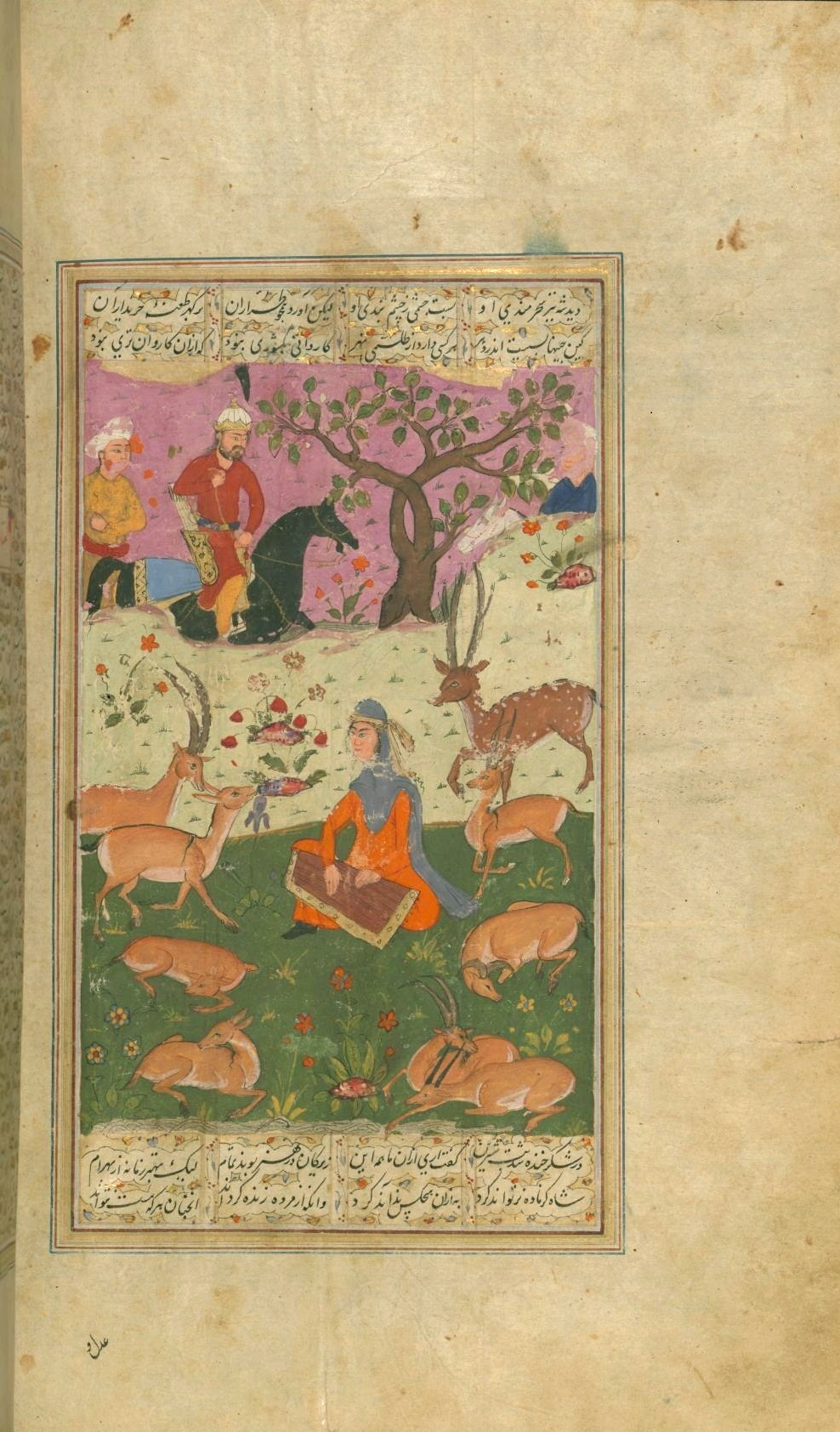
Vahram Gour reconnaît Dilaram par la musique qu'elle joue pour enchanter les animaux
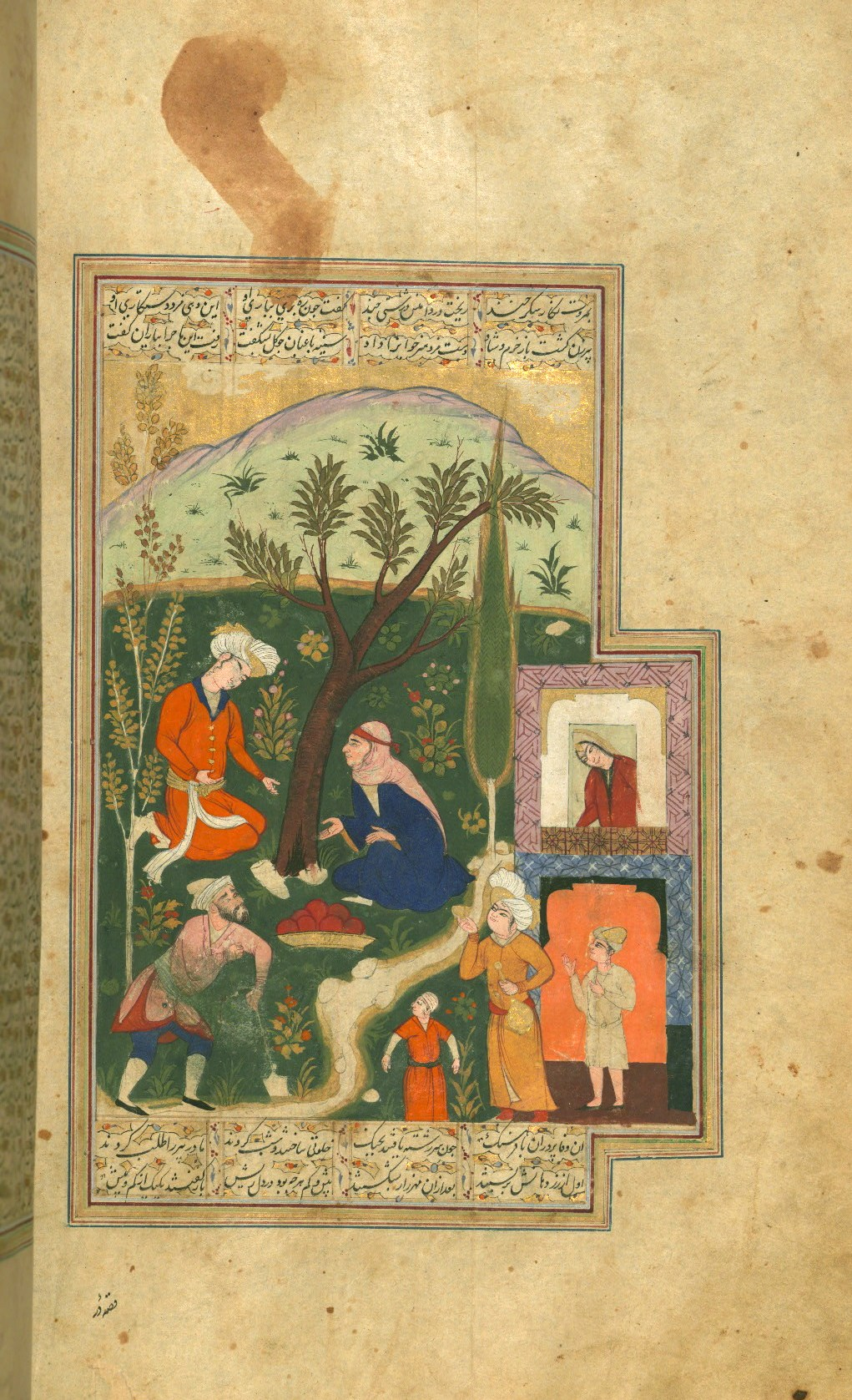
Vahram Gour au Pavillon Rouge
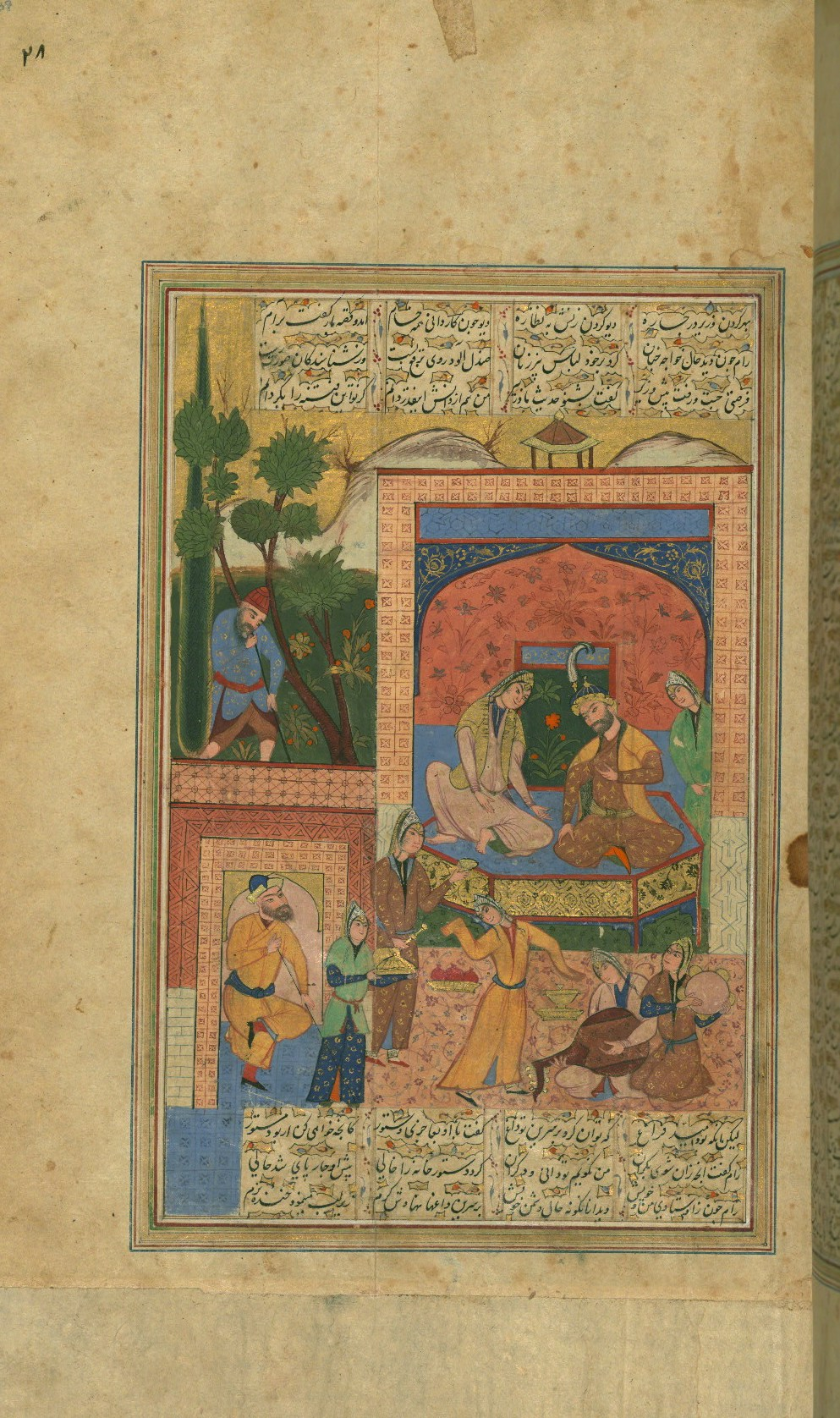
Vahram Gour au Pavillon Brun

### Le manuscrit du Walters Art Museum (W.624)
Ce poème a sans doute été enluminé à Lahore à la fin du XVIe siècle sous le patronage d'Akbar (dates de règne: 1556-1605),
Il est rédigé en nastalik par l'un des plus grands calligraphes de l'époque moghole, Mohammad Husseïn al-Kachmiri, honoré de l'épithète Zarrin Qalam (pinceau d'or). Les noms de plusieurs peintres y figurent: Lal, Manouhar, Sanwalah, Farroukh, Aliquli, Dharamdas, Narsing, Djagannath, Miskina, Moukound, et Sourdas Goudjarati. Les noms des enlumineurs sont Husseïn Nakkach, Mansour Nakkach, Khvadjah Djan Chirazi, et Lotfallah Mouzahhib

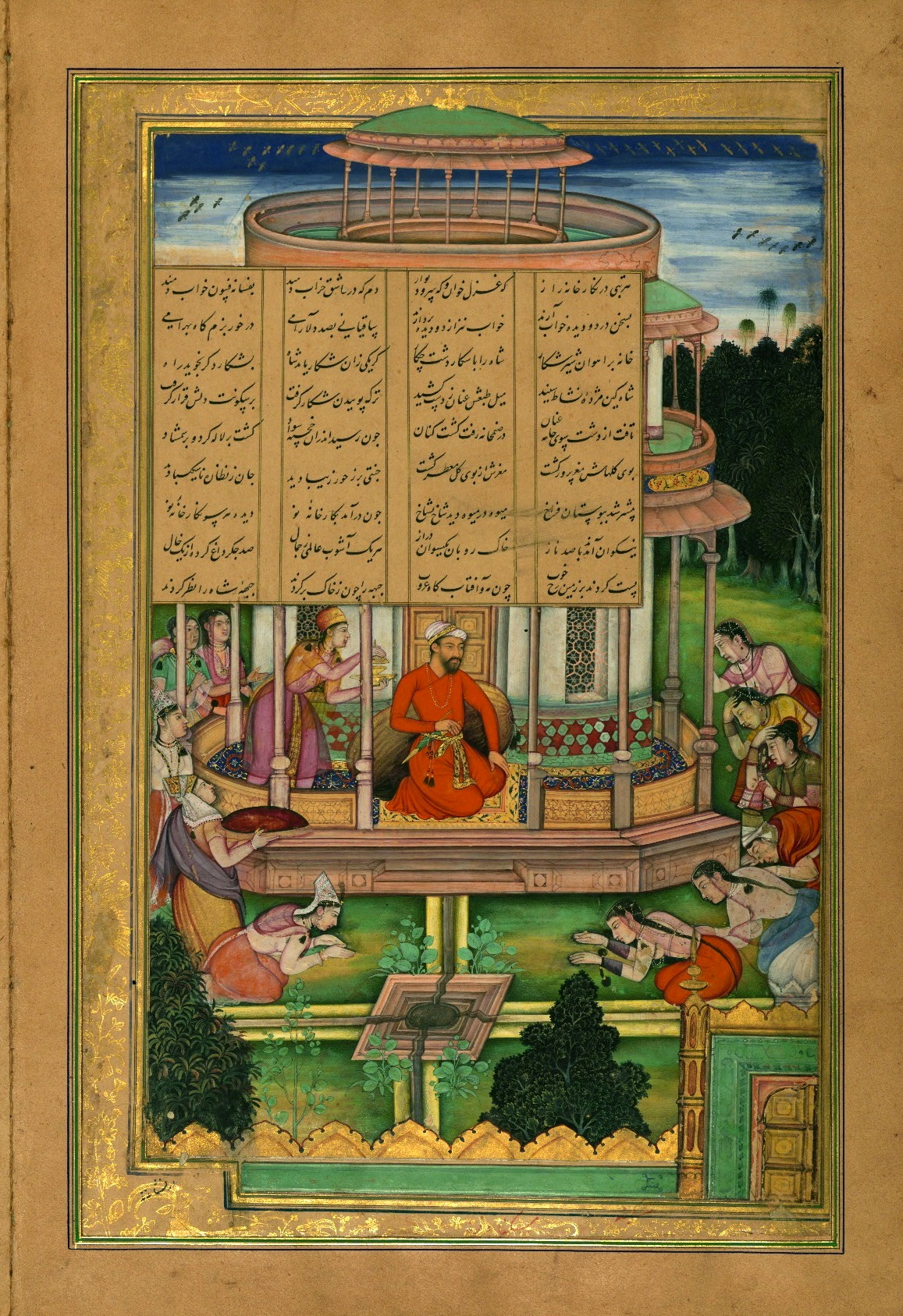
Les princesses des sept pavillons s'inclinent devant Vahram Gour.
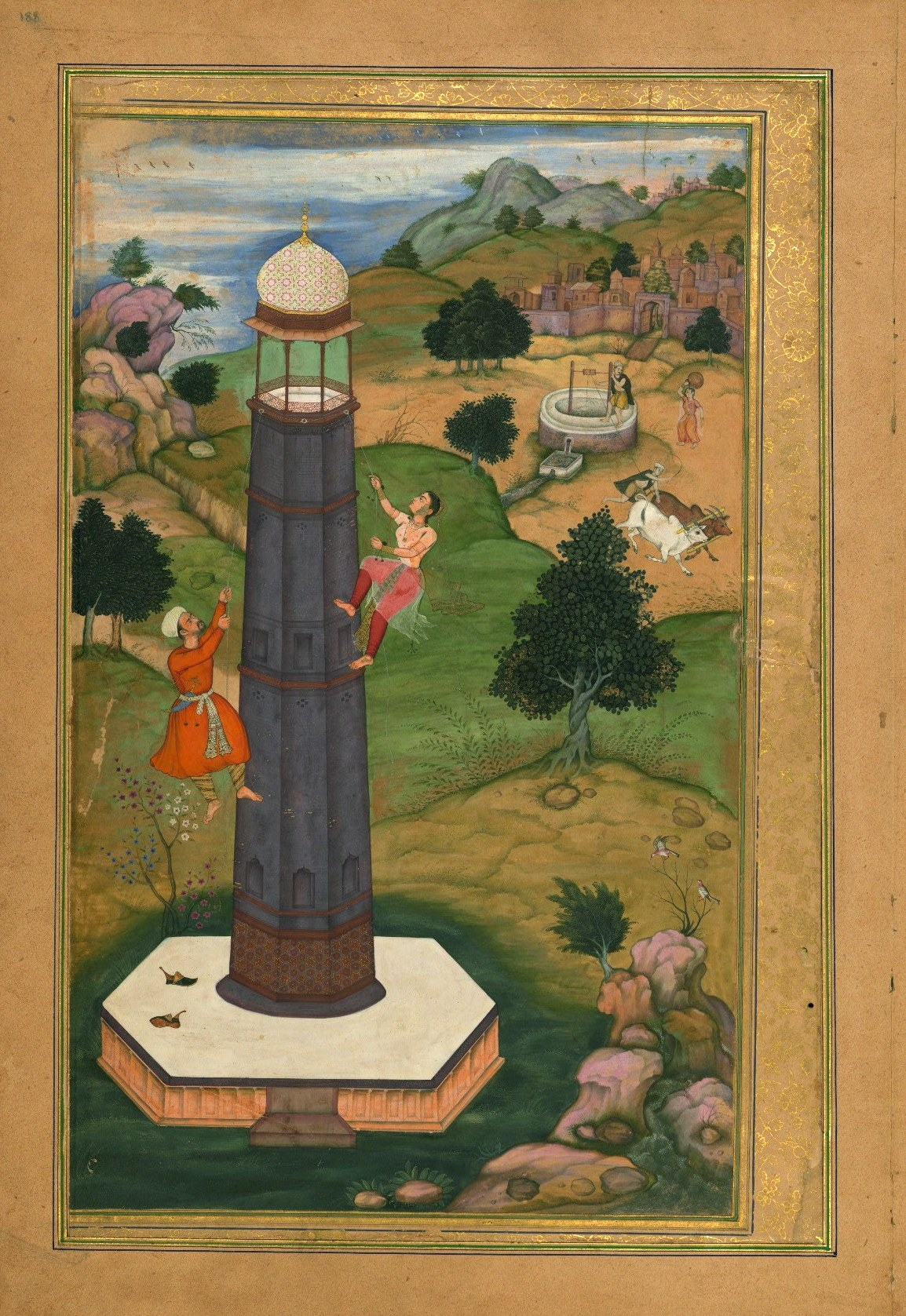
Histoire du Pavillon Jaune: Hassan l'orfèvre sort de la tour alors que sa femme va y être emprisonnée.
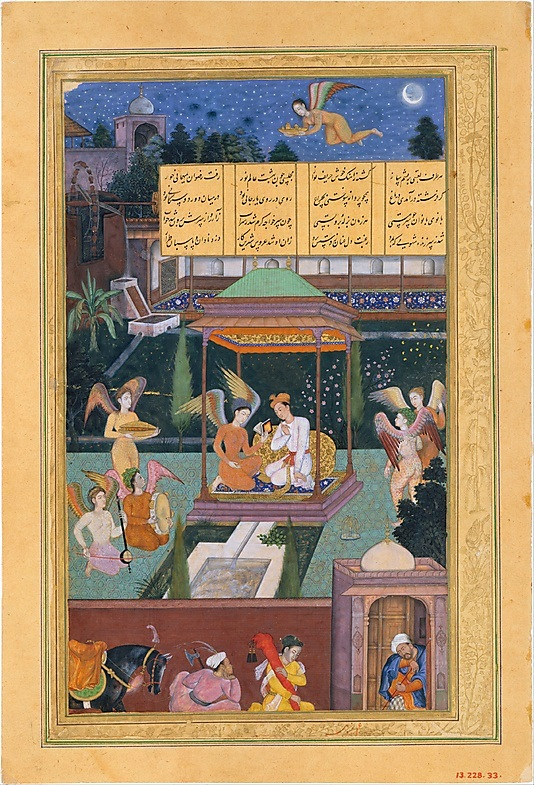
Histoire du Pavillon Bleu, Metropolitan Museum of Art
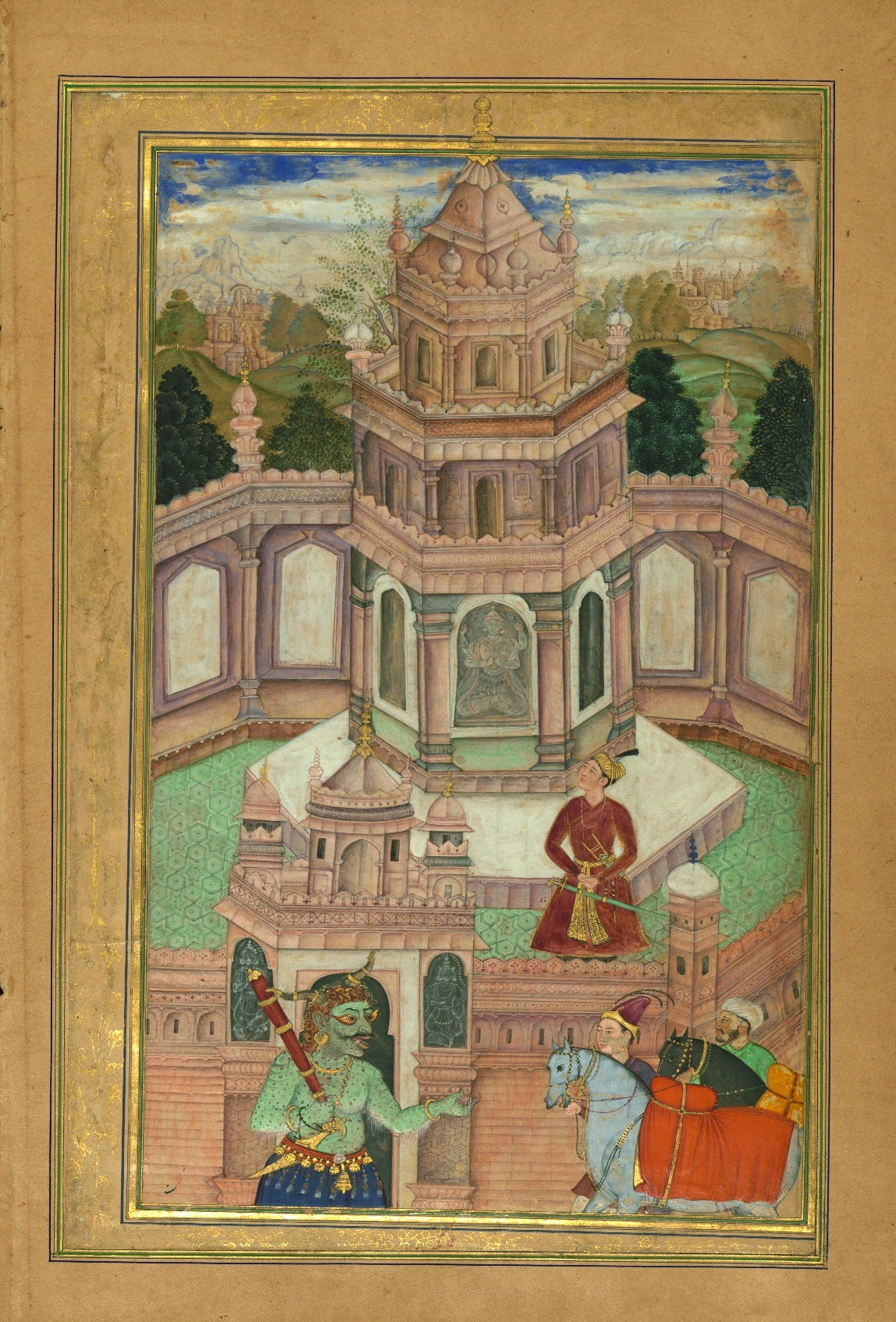
Vahram Gour rend visite à la princesse arabe du Pavillon Brun
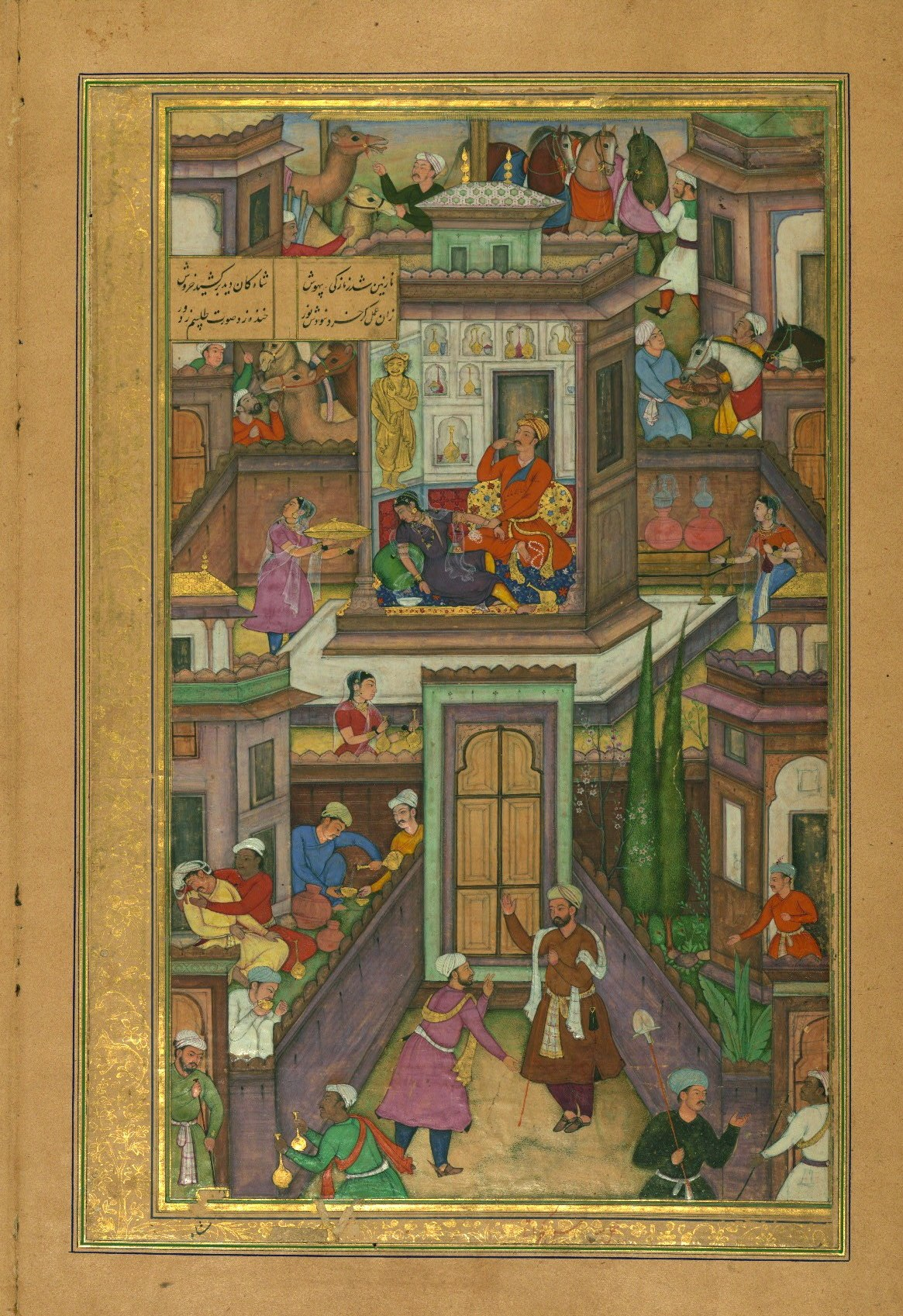
Histoire de la princesse du Pavillon Blanc.

## Notes et références

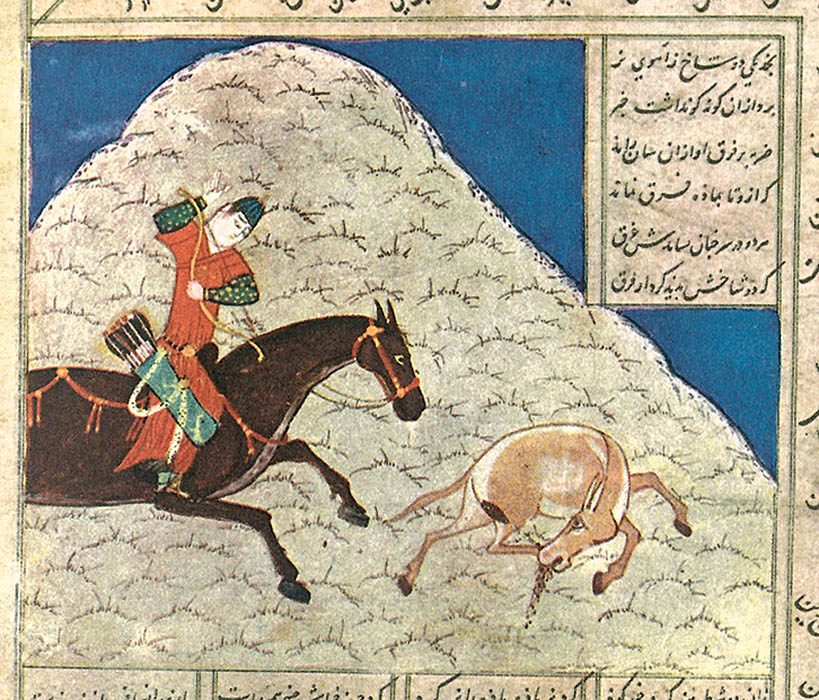
Vahram Gour à la chasse, manuscrit du musée d'art islamique de Berlin (vers 1420) de la main de Mahmoud al-Hossein.

## Source
- (en) Cet article est partiellement ou en totalité issu de l’article de Wikipédia en anglais intitulé « Hasht-Bihisht » (voir la liste des auteurs).